# Pristimantis bustamante
Pristimantis bustamante là một loài động vật lưỡng cư trong họ Strabomantidae, thuộc bộ Anura. Loài này được Chaparro, Motta, Gutiérrez, & Padial mô tả khoa học đầu tiên năm 2012.